# Mezőcsán község
Mezőcsán község (románul: Comuna Ceanu Mare) község Kolozs megyében, Romániában. Központja Mezőcsán, beosztott falvai Andics, Boldoc, Csániszénafű, Csóka, Csurgó, Mezőbő, Mezőbőifogadó, Mezőszentjakab, Morcest, Oláhtóhát, Sárospatakdűlő, Sztinkutdűlő.

## Fekvése
Az Erdélyi medencében helyezkedik el, Aranyosgyéres felől a DJ150-es, Kolozsvár-Apahida-Kolozs irányából a DJ161A megyei úton közelíthető meg. Délen Aranyosgyéressel határos, északon a Mócsi-dombsággal, nyugaton a kolozsi gyógyfürdővel, keleten a mezőzáhi dombvidékkel.

## Népessége
1850-től a népesség alábbiak szerint alakult:
| Lakosok száma | 3045 | 3204 | 3960 | 5023 | 6218 | 6741 | 4472 | 4322 | 3531 | 3333 |
|               | 1850 | 1880 | 1900 | 1930 | 1941 | 1977 | 1992 | 2002 | 2011 | 2021 |

A 2011-es népszámlálás adatai alapján a község népessége 3531 fő volt, melynek 88,45-a román, 5,98%-a roma és 2,18%-a magyar. Vallási hovatartozás szempontjából a lakosság 85,39-a ortodox, 5,75%-a pünkösdista, 1,78%-a református.

## Nevezetességei
A község területéről egyetlen épület sem szerepel a romániai műemlékek jegyzékében.